# 佐々野愛美
佐々野 愛美（ささの あみ、1998年5月28日 - ）は、日本のタレント、グラビアアイドル、声優、女優。フリーランス。元美少女伝説のメンバー。東京都出身。

## 来歴
自分から前所属事務所のオーディションを受けに行き、合格して現役高校生であった2016年にデビュー。
2017年5月にアイドルユニット『美少女伝説』のメンバーとして加入。
2021年11月19日には親族の介護のため活動縮小を発表。同年12月にラストイメージビデオを発売。
2022年よりトイガン＆装備品販売イベント「爆裂祭」イメージモデル・初代BAKUちゃんに就任。
2022年8月31日をもって、それまで所属していたケイエイチプロモーションを退所。以降はグラビアアイドル業を事実上引退。女優業とサバイバルゲームのイメージモデル業を中心に活動。

## 人物
愛称は「ささみ」。
趣味はコスプレ、運動、アニメ、漫画、サバゲー、ボドゲ―、ゲーム、フィギュアスケート鑑賞。特技は陸上、イラスト、外郎売である。
自ら「サブカルヲタク」と言っている。

## 作品

### イメージビデオ
- 美少女伝説[9][10]（2016年5月27日、スパイスビジュアル）
- ぴゅあKiss[11][12][13]（2016年6月24日、スパイスビジュアル） - 共演：榊まこ
- ピュア・スマイル（2016年7月22日、竹書房）
- 美少女伝説 ami---go![14]（2016年9月23日、スパイスビジュアル）
- 美少女伝説 トロピカルgo!（2016年12月23日、スパイスビジュアル）
- 美少女伝説 ミルキータッチ（2017年3月24日、スパイスビジュアル）
- 美少女伝説ぷにっ娘（2017年5月26日、スパイスビジュアル） - 共演：平野もえ
- 美少女伝説 ラブレター（2017年6月23日、スパイスビジュアル）
- Sweet Story（2017年8月31日、エスデジタル）
- 野いちご実る頃（2017年10月20日、ラインコミュニケーションズ）
- 美少女伝説 SASAMI（2017年12月15日、スパイスビジュアル）
- 美少女伝説 色づいた果実達（2018年1月26日、スパイスビジュアル） - 共演：朝倉恵梨奈
- 染めて…（2018年2月23日、スパイスビジュアル）
- 弾けるピーチ（2018年4月27日、スパイスビジュアル） - 共演：椎野うい
- フェチ（2018年5月25日、スパイスビジュアル）
- Shinyrays（2018年7月27日、スパイスビジュアル） - 共演：朝倉恵梨奈
- ささ蜜（2018年8月31日、スパイスビジュアル）
- 咲かせて…（2018年11月30日、スパイスビジュアル）
- ささみ愛（2018年12月21日、スパイスビジュアル） - 共演：伊川愛梨[15]
- Love so Sweet（2019年2月20日、ラインコミュニケーションズ）
- 美少女伝説 Foxy Lady（2019年5月31日、スパイスビジュアル）
- カノジョの妹（2019年8月23日、竹書房）[16]
- 美少女伝説 君へのKiss（2019年11月29日、スパイスビジュアル）
- クラスメイト（2020年1月30日、スパイスビジュアル） - 共演：工藤唯
- タイムスリップ（2020年2月28日、スパイスビジュアル）
- いたずらな後輩（2020年5月29日、スパイスビジュアル）[17]
- ゆきずりの恋（2020年9月25日、スパイスビジュアル）[18]
- 僕のササミ（2021年1月29日、スパイスビジュアル）
- アイドルのタブー（2021年7月30日、スパイスビジュアル）
- アイドル若妻（2021年12月24日、スパイスビジュアル）※ラストDVD

## 出演

### 舞台
- 13月の女の子（2019年6月29日 - 7月7日、新宿シアターモリエール）- Aチーム 岩井有香 役
- 優しい魔法のとなえ方2020（2020年1月30日 - 2月2日、ラゾーナ川崎プラザソル）- 主演：五十嵐あんず 役
- ONEDAY（2023年2月23日 - 26日、メルシアーク神楽坂）
- 恋砂廻（2023年4月5日 - 9日、東京・シアター風姿花伝）- 夕姫 役

### Vシネマ
- サマーオーシャン！（2016年12月23日、スパイスビジュアル）- 金子美樹 役
- 珈琲探偵～謎と角砂糖～（2018年3月30日、制作：KHプロモーション、発売：スパイスビジュアル、監督：永田佳大）- 黒野瑠香 役

### ウェブ配信
- 図工の時間（2021年7月14日、東京Lily、YouTube）共演：日野アリス、藤乃あおい、未梨一花[19]

### ゲーム
- 電車でGO!!（2018年9月13日 - 、関西路線・名鉄名古屋本線担当）- 六葉 役[20]